# لوسین استورم
لوسین استورم (انگلیسی: Lucien Storme; ۱۸ ژوئن ۱۹۱۶ – ۱۰ آوریل ۱۹۴۵) دوچرخه‌سوار اهل بلژیک بود.